# Luftschlacht um England
Die Luftschlacht um England („England“ steht hier für das gesamte Vereinigte Königreich, vgl. Pars pro toto) war der Versuch der deutschen Luftwaffe, im Zweiten Weltkrieg nach dem Sieg über Frankreich zwischen Sommer 1940 und Anfang 1941 mit Luftangriffen gegen die britischen Streitkräfte und britische Städte die Kapitulation des Vereinigten Königreichs zu erzwingen bzw. durch die Erringung der Luftüberlegenheit die geplante Invasion der Insel vorzubereiten. International bekannt als Battle of Britain (wörtlich: „Kampf/Schlacht um [Groß-]Britannien“), waren diese Luftangriffe eine Serie von Gefechten und Bombardements im britischen Luftraum, die von der deutschen Luftwaffe gegen die Royal Air Force (RAF) geführt wurde. Britische Historiker legen den Zeitraum der Schlacht vom 10. Juli bis zum 31. Oktober 1940 fest, da ab diesem Tag die Tagangriffe in größerem Ausmaß ausblieben. Manche Quellen und Statistiken beziehen sich auf einen Zeitraum bis zum Mai 1941, als die Kampfgeschwader der Luftwaffe für das Unternehmen Barbarossa abgezogen wurden.
Ziel des Oberkommandos der Wehrmacht war die Erringung der Luftherrschaft über den britischen Luftraum durch die Vernichtung der Royal Air Force (RAF). Dies galt als Grundvoraussetzung für eine erfolgreiche Invasion, deren Planung bereits im Dezember 1939 zwischen Hitler und Großadmiral Raeder besprochen worden war (Unternehmen Seelöwe). Hitler hoffte jedoch später, das Vereinigte Königreich durch verstärktes Bombardement zu Friedensverhandlungen zwingen zu können. Der deutschen Luftwaffe gelang es nicht, die Lufthoheit im militärischen Sinne der Luftüberlegenheit über den britischen Inseln zu erringen. Ende September 1940 wurden die Invasionspläne intern auf unbestimmte Zeit verschoben, also faktisch aufgegeben.
Der Begriff Battle of Britain wurde vom britischen Premierminister Winston Churchill geprägt, der am 18. Juni 1940 in einer Rede vor dem Unterhaus erklärte:

„Die Schlacht, die General Weygand die Schlacht um Frankreich nannte, ist vorbei. Ich erwarte, dass jetzt die Schlacht um (Groß-)britannien beginnen wird.“

## Hintergrund
In den 1930er-Jahren wurde die Rolle der Luftstreitkräfte in einem künftigen Krieg von führenden Militärs ebenso wie von Politikern als entscheidend angesehen.
Diese Meinung stützte sich auf die Erfolge der im Ersten Weltkrieg von deutschen Luftschiffen und Bombern auf Großbritannien durchgeführten Bombenangriffe. Sie hatten trotz der geringen Zahl eingesetzter Luftfahrzeuge und der kleinen abgeworfenen Bombenlasten die britische Rüstungsproduktion spürbar geschädigt und den Abzug bedeutender britischer Kräfte von der Westfront nötig gemacht. Der Schaden an zerstörtem Gerät und der Ausfall der getroffenen Betriebe wurde dabei weit übertroffen durch den Produktionsausfall, der dadurch verursacht wurde, dass Fabrikarbeiter aus Furcht vor weiteren Bombenangriffen nicht am Arbeitsplatz erschienen. Dies machte in der Planung des Luftkrieges die Moral der Bevölkerung zu einem wichtigen Faktor.
Die Entwicklung der Luftfahrttechnik und der Technik des Verbrennungsmotors (höhere Leistungsdichte) führte außerdem dazu, dass in den 1920er- und 1930er-Jahren größere und schnellere Bomber mit schwererer Bombenlast als im Ersten Weltkrieg gebaut werden konnten. Militärs und Politiker erwarteten daher, dass die Wirkung zukünftiger Bombenangriffe die im Ersten Weltkrieg beobachteten Effekte weit übertreffen würde.
Durch den geringen Leistungsvorsprung der in der Zwischenkriegszeit gebauten Jagdflugzeuge gegenüber den Bombern und das Fehlen eines funktionsfähigen Luftraumüberwachungssystems nahm man an, dass es den feindlichen Jagdflugzeugen selten gelingen würde, die Bomber überhaupt abzufangen. Sollten die Jagdflugzeuge doch einmal in Schussposition gelangen, wurde erwartet, dass die Bomber aufgrund ihrer verbesserten Abwehrbewaffnung bei gegenseitiger Feuerunterstützung im engen Formationsflug alle Angriffe von Jagdflugzeugen abwehren könnten.
Der einflussreiche britische Politiker Stanley Baldwin äußerte 1932: „Der Bomber wird immer [zum Ziel] durchkommen“, und drückte die damals verbreitete Ansicht aus, ein zukünftiger Krieg würde durch Luftangriffe auf die Zivilbevölkerung entschieden werden. Gemäß der 1928 formulierten Trenchard-Doktrin nahm man an, dass Bombenangriffe auf „alle Objekte, die wirksam zur Zerstörung der gegnerischen Mittel des Angriffs beitragen und seine Entschlossenheit zum Kampf verringern“, strategisch günstiger seien, als gegen feindliche Streitkräfte in direkter Feldschlacht vorzugehen, und begann bereits mit der Entwicklung der Stabbrandbombe, der Hauptwaffe des späteren Bombenkrieges und dem Auslöser von über 20 Feuerstürmen in deutschen Großstädten ab Frühjahr 1943.
Als 1934 ein Krieg gegen das seit 1933 von Hitler geführte und stark aufrüstende Deutsche Reich in den Bereich der Möglichkeiten rückte, formulierte die britische Regierung einen auf fünf Jahre angelegten Plan zur Erweiterung der britischen Luftstreitkräfte. Er sah sowohl die Aufstellung einer starken Streitmacht von Bombern zum Angriff auf Deutschland als auch die Schaffung eines Luftverteidigungssystems zur Abwehr deutscher Bombenangriffe vor. Dieser Plan wurde in wesentlichen Teilen entsprechend dem ursprünglichen Entwurf umgesetzt. Der Aufbau eines Netzes von Militärflugplätzen in Südengland und die Ausbildung eines Kaders von Kampfpiloten und Besatzungen hatten dabei Priorität. Die Ausrüstung der Royal Air Force mit modernen Kampfflugzeugen konnte dagegen erst gegen Ende des Planungszeitraums stattfinden.
Das Fehlen genügend starker und einsatzbereiter Luftstreitkräfte in den 1930er-Jahren beeinflusste die britische Politik und wird häufig als einer der Gründe für Chamberlains Appeasement-Politik angesehen. Umgekehrt war sich das Deutsche Reich der von seiner neu geschaffenen Luftwaffe ausgehenden Drohwirkung voll bewusst und nutzte sie zur Unterstützung seiner expansiven Politik. Dass zur Luftverteidigung eine Radarkette an der englischen Südküste aufgebaut wurde (siehe Chain Home), blieb den Deutschen verborgen.
Schon die ersten Monate des Zweiten Weltkriegs zeigten, dass die Erwartungen an die Kampfkraft von Bombern viel zu hoch gewesen waren. Bereits 1939 wurde durch britische Angriffe auf deutsche Kriegsschiffe und Marinestützpunkte an der Nordsee deutlich, dass durch Suchradar geführte Jagdflugzeuge jetzt Bomber zum Kampf stellen und den Bomberformationen trotz ihrer Abwehrbewaffnung vernichtende Verluste zufügen könnten, so etwa im Dezember 1939 im Luftgefecht über der Deutschen Bucht. Diese Schlussfolgerung ließ britische Luftverteidigungssysteme als wesentlich wichtiger erscheinen, als man vor dem Krieg erwartet hatte. Zugleich hatten sich Bomberangriffe als weniger wirkungsvoll erwiesen als gedacht.
Trotzdem hielten die Briten an der Erwartung fest, Bombenangriffe gegen die Zivilbevölkerung würden kriegsentscheidend sein (ab 1942 „morale bombing“ genannt). Auch die deutschen Luftangriffe während der darauf folgenden Luftschlacht um England richteten sich in der Endphase, von der die Entscheidung erwartet wurde, gegen den Großraum London („The Blitz“) und damit gegen die Zivilbevölkerung Großbritanniens.
Hitler war offenbar unentschlossen, Großbritannien anzugreifen.

## Ausgangssituation

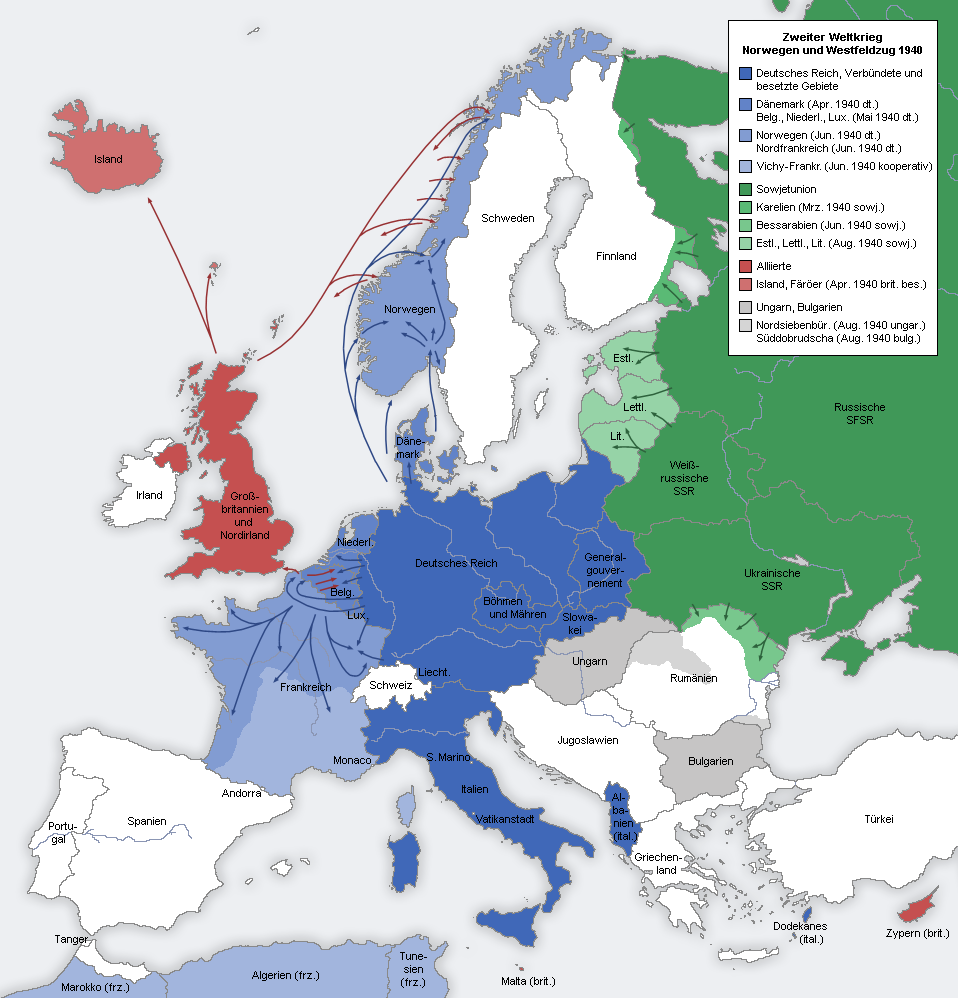
Die Situation in Europa 1940

Seitdem 1934 der Erweiterungsplan für die Royal Air Force (RAF) unter dem Namen Plan A verabschiedet worden war, arbeiteten die Briten systematisch am Aufbau einer modernen Luftwaffe. Die wichtigsten Schritte waren dabei der Ausbau eines Netzwerks von Fliegerhorsten, der Aufbau einer Basis von geschultem Bodenpersonal und eines Kaders von Piloten, und später – etwa in den zwei Jahren zwischen dem Münchner Abkommen und der Luftschlacht um England – die Ausrüstung der RAF mit modernen Bombern und Jagdflugzeugen.
Am 1. September 1939 griff das Deutsche Reich Polen an, Frankreich und Großbritannien erklärten Deutschland am 3. September den Krieg, der Zweite Weltkrieg hatte begonnen.
In mehreren Blitzkriegen konnte Deutschland 1940 den Alliierten massive Verluste zufügen und während des Westfeldzugs die Beneluxländer und weite Teile Frankreichs besetzen. Die britischen Truppen auf dem Festland wurden bei der nordfranzösischen Hafenstadt Dünkirchen eingekesselt, konnten jedoch in der Operation Dynamo gerade noch vor der Vernichtung gerettet werden. Die Rettung der Expeditionsarmee von ca. 240.000 Soldaten und von 100.000 weiteren Soldaten verbündeter Staaten förderte sehr die britische Moral. Da bei der Evakuierung alle schweren Waffen zurückgelassen werden mussten, war die erfolgreiche Verteidigung der britischen Inseln gegen eine deutsche Invasion noch nicht sicher. Der überragende Abwehrerfolg weniger Tage bildete aber die entscheidende Grundlage für Churchills kategorisches Nein, mit dem Deutschen Reich Friedensverhandlungen aufzunehmen, und war der frühzeitige Anfang vom Ende des Invasionsplans gegen England. Hitler entschloss sich zu dem Angriff auf die Sowjetunion, den ideologischen Hauptgegner, ohne vorher den Gegner im Westen besiegt zu haben oder mit ihm zu einem modus vivendi gekommen zu sein.
Am 22. Juni 1940 wurde zwischen der französischen Armee und der deutschen Wehrmacht ein Waffenstillstand unterzeichnet, sehr zur Enttäuschung Großbritanniens, im selben Monat gelang es der deutschen Wehrmacht die Kanalinseln (Guernsey, Jersey, Alderney, Sark und Herm) als einziges britisches Gebiet bis Kriegsende 1945 zu besetzen.
Begründet durch den schnellen Sieg über alle Kriegsgegner außer Großbritannien wurden von Hitler Signale erwartet, die den Wunsch auf Beendigung der Kampfhandlungen seitens der Briten ausdrückten. Tatsächlich gab es politische und populäre Strömungen, die dazu bereit waren.
Doch Arthur Neville Chamberlain, der bis dahin die Appeasement-Politik vertreten hatte, war am 10. Mai 1940 als Premierminister zurückgetreten, und der energische Winston Churchill trat an seine Stelle. Er stellte am 13. Mai klar, dass der „Krieg gegen eine monströse Tyrannei, wie sie nie übertroffen worden ist, im finsteren Katalog der Verbrechen der Menschheit“ nur mit einem „Sieg um jeden Preis“ beendet werden dürfe. Die Angriffe der britischen RAF auf deutsche Städte begannen mit dem Angriff auf Mönchengladbach am 11. Mai 1940 mit 35 Bombern.

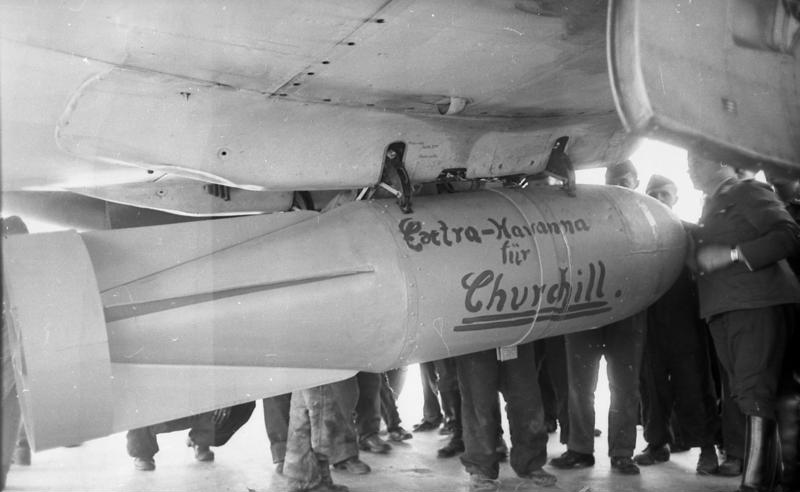
Bombe mit der Aufschrift „Extra-Havanna für Churchill“, August 1940

Am 16. Juli 1940 gab Hitler den Befehl zur Vorbereitung des Unternehmens Seelöwe. Um diesen Plan durchführen zu können, war sich der deutsche Generalstab sicher, müsse man erst die Luftherrschaft über England gewinnen.
Hitlers Appell an die Vernunft Englands, es könne weiteres Blutvergießen vermieden werden, ausgesprochen in einer Rede vor dem Reichstag am 19. Juli, führte zu keiner Reaktion.
Aus heutiger Sicht wird der Plan zur Landung in Großbritannien als unrealistisch angesehen. Weder die Ausrüstung der Kriegsmarine noch des Heeres war für dieses Vorhaben geeignet. Es fehlten Transportmöglichkeiten für eine Invasionsarmee. An einen Eroberungskrieg gegen Großbritannien hatte man in der Aufrüstungsphase bis 1939 nicht gedacht.

## Deutscher Operationsplan
Oberbefehlshaber der Luftwaffe war Generalfeldmarschall Hermann Göring. Dieser zeichnete sich stets durch seinen vorauseilenden Gehorsam gegenüber Hitler aus, der ihm am 19. Juli den eigens für ihn geschaffenen Rang Reichsmarschall des Großdeutschen Reiches verlieh.
Hitler sah sich nach dem siegreichen Krieg gegen Frankreich, von dem ihm der Stab des Oberkommandos der Wehrmacht eindringlich abgeraten hatte, als hervorragenden Feldherrn. Der einzig verbliebene Gegner im Westen war Großbritannien, und obwohl er noch Anfang 1939 versichert hatte, nie gegen England Krieg zu führen, führte er ihn nun in Überschätzung der eigenen militärischen und politischen Möglichkeiten.
Göring konnte bei der Schlacht von Dünkirchen seine Ankündigung, das britische Expeditionskorps zu vernichten, nicht erfüllen. Dies ermöglichte den Alliierten, in der Operation Dynamo hunderttausende ihrer Soldaten nach England zu evakuieren. Trotzdem sah Göring nun erneut die Chance, die Kampfkraft der Luftwaffe, insbesondere die Wirksamkeit strategischer Bombardements, auf der britischen Insel unter Beweis zu stellen.
Die deutsche Luftwaffe zog fünf Luftflotten zusammen. Drei davon wurden für den Angriff aufgeboten: Luftflotte 2 unter Generalfeldmarschall Albert Kesselring mit dem Ziel, den Südosten und London anzugreifen; Luftflotte 3 unter Generalfeldmarschall Hugo Sperrle mit dem Ziel, den Westen, die Midlands und den Nordwesten anzugreifen; und Luftflotte 5 unter Generaloberst Hans-Jürgen Stumpff, die in Norwegen und Dänemark stationiert war, sollte den Norden Englands und Schottland angreifen. 
Einem Befehl Görings zufolge sollten die britische Luftraumüberwachung und die küstennahen Stützpunkte der RAF in vier Tagen ausgeschaltet werden. In einem weiteren Schritt sollten innerhalb von vier Wochen vor allem Produktionsanlagen für Jäger und andere Flugzeuge angegriffen werden.
Doch die britische Verteidigung war stärker als erwartet, und die Befehlshaber der Luftflotten wollten die Strategie unterschiedlich umsetzen, wurden aber auf ein einheitliches Vorgehen festgelegt. Während Albert Kesselring von der Luftflotte 2 vor allem London bombardieren lassen wollte, beabsichtigte Hugo Sperrle von der Luftflotte 3, zunächst die britischen Fliegerhorste angreifen zu lassen. Sperrles Plan wurde umgesetzt.
Der Luftwaffenführungsstab 1c, verantwortlich für die Feindaufklärung, schätzte am 16. Juli, dass die Royal Air Force um die 900 Jagdflugzeuge besaß, davon 675 einsatzbereite. Damit hatten die Deutschen ein realistisches Bild von der britischen Jagdwaffe, die zu diesem Zeitpunkt ungefähr 700 Jäger besaß.
| Luftflotte 2 | I. Fliegerkorps      | Stab, I., II. und III./Kampfgeschwader 1; Stab I., II. und III./Kampfgeschwader 76; Stab, I., II. und III./Kampfgeschwader 77; 7./Lehrgeschwader 2; 5./Fernaufklärungsgruppe 122; 3. und 4./Nahaufklärungsgruppe 32                                                                                               |
| Luftflotte 2 | II. Fliegerkorps     | Stab, I., II. und III./Kampfgeschwader 2; Stab, I., II. und III./Kampfgeschwader 3; Stab, I., II. und III./Kampfgeschwader 53; II./Sturzkampfgeschwader 1, IV.(St)/Lehrgeschwader 1; II.(S)/Lehrgeschwader 2; Erprobungsgruppe 210; Nahaufklärungsgruppe 30                                                       |
| Luftflotte 2 | 9. Fliegerdivision   | Stab, I., II. und III./Kampfgeschwader 4; I./Kampfgeschwader 40; Kampfgruppe 100, Kampfgruppe 126; 3./Fernaufklärungsgruppe 122 |
| Luftflotte 2 | Jagdfliegerführer 2  | Stab, I., II. und III./Jagdgeschwader 3; Stab, I., II. und III./Jagdgeschwader 26; Stab, I., II. und III./Jagdgeschwader 51; Stab, I.und III./Jagdgeschwader 52; Stab, I., II. und III./Jagdgeschwader 54; I./Lehrgeschwader 2; Stab, I., II. und III./Zerstörergeschwader 26                                     |
| Luftflotte 2 | 1. Nachtjagddivision | Stab, I., II. und III./Nachtjagdgeschwader 1 |
| Luftflotte 3 | direkt unterstellt   | Westa 51 |
| Luftflotte 3 | VIII. Fliegerkorps   | I. und III./Sturzkampfgeschwader 1; Stab, I. und II./Sturzkampfgeschwader 2; Stab, I., II. und III./Sturzkampfgeschwader 77; V.(Z)/Lehrgeschwader 1; 2./Fernaufklärungsgruppe 11, 2./Fernaufklärungsgruppe 123; Nahaufklärungsgruppe 21                                                                           |
| Luftflotte 3 | V. Fliegerkorps      | Stab, I., II. und III./Kampfgeschwader 51; Stab, I. und II./Kampfgeschwader 54; Stab, I., II. und III./Kampfgeschwader 55; 4./Nahaufklärungsgruppe 14, 4./Fernaufklärungsgruppe 121 |
| Luftflotte 3 | IV. Fliegerkorps     | Stab, I., II. und III./Lehrgeschwader 1; Stab, I., II. und III./Kampfgeschwader 27; Kampfgruppe 806; Nahaufklärungsgruppe 31; Nahaufklärungsgruppe 41 |
| Luftflotte 3 | Jagdfliegerführer 3  | Stab, I., II. und III./Jagdgeschwader 2; Stab, I., II. und III./Jagdgeschwader 27; Stab, I., II. und III./Jagdgeschwader 53; Stab, I. und II./Zerstörergeschwader 2; II. und III./Zerstörergeschwader 76 |
| Luftflotte 5 | X. Fliegerkorps      | Stab, I. und III./Kampfgeschwader 26; Stab, I. und III./Kampfgeschwader 30; I./Zerstörergeschwader 76; I. und II./Jagdgeschwader 77; Küstenflieger-Gruppe 506; 3./Fernaufklärungsgruppe Ob.d.L.; 1./Fernaufklärungsgruppe 120; 1./Fernaufklärungsgruppe 121; Nahaufklärungsgruppe 22; Westa-Kette X. Fliegerkorps |
| Luftflotte 5 | Reserven             | II./Kampfgeschwader 26; II./Kampfgeschwader 30; III./Jagdgeschwader 52; III./Jagdgeschwader 77; Kampfgruppe 606, Küstenflieger-Gruppe 106, Küstenflieger-Gruppe 406, Küstenflieger-Gruppe 706 |

## Britischer Operationsplan

Radarreichweite und Luftwaffeneinheiten

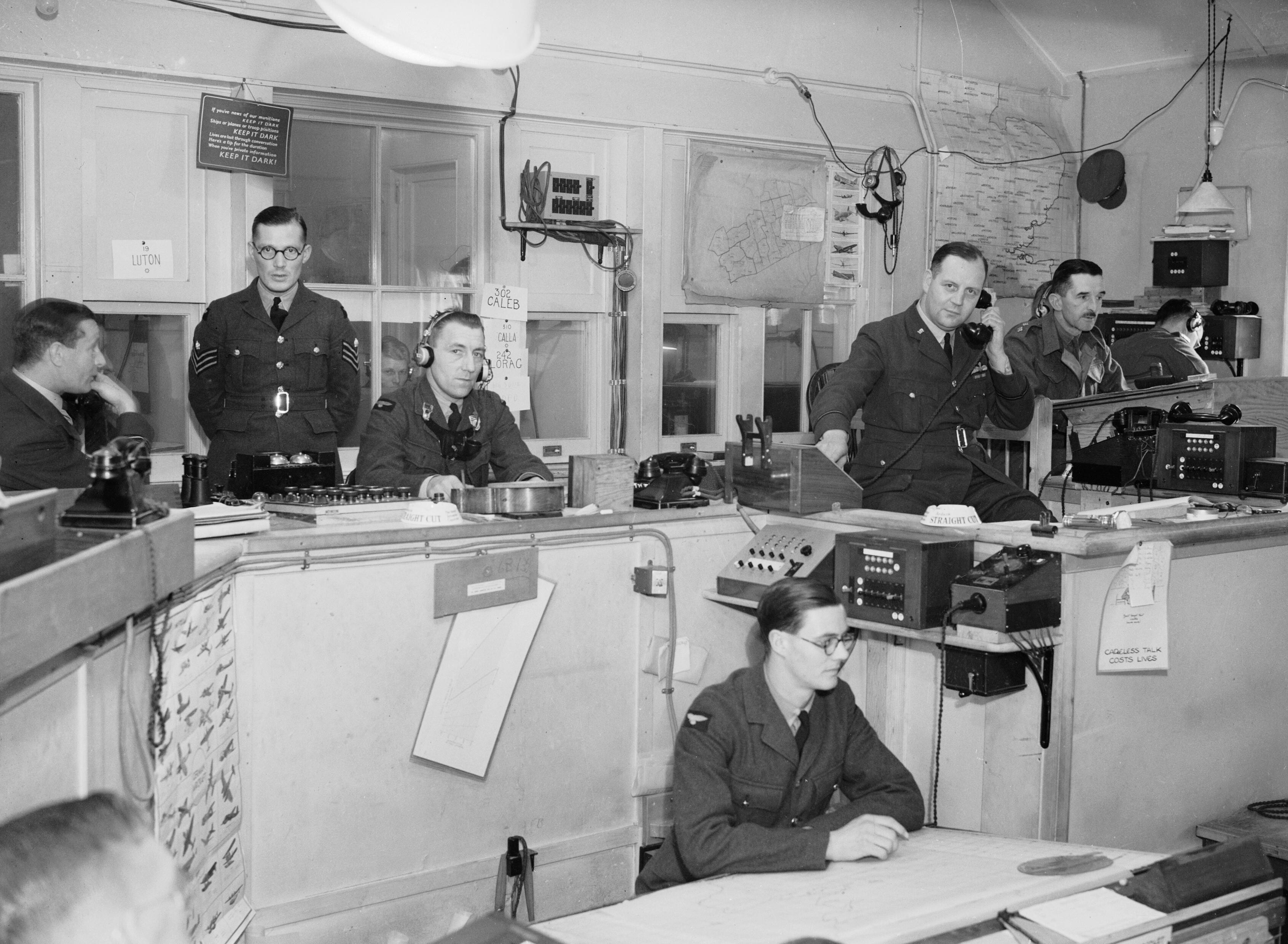
Ein Leitstand in Duxford, 1940

Bis Oktober 1940 war der verantwortliche Oberbefehlshaber des RAF Fighter Command Air Marshal Hugh Dowding. Auf ihn geht das Dowding-System – also das britische Luftverteidigungskonzept – zurück.
Räumlich wurde die Luftverteidigung des britischen Luftraumes vier Gruppen zugeteilt:
- Südwestengland und Wales: 10 Fighter Group, unter dem Kommando von Sir Christopher Quintin Brand;
- Südostengland mit dem Großraum London: 11 Fighter Group, unter dem Kommando von Air Vice Marshal Keith Park;
- Mittelengland: 12 Fighter Group, unter dem Kommando von Air Vice Marshal Trafford Leigh-Mallory;
- Norden: 13 Fighter Group unter dem Kommando von Air Vice Marshal Richard Saul.

Eine weitere Aufteilung erfolgte in Sektoren, die über jeweils zwei bis vier Squadrons verfügten. Die Befehlszentralen wurden Sector Stations genannt.
Aufbauend auf dem im Ersten Weltkrieg zur Abwehr der deutschen Luftangriffe entwickelten Luftverteidigungssystem, hatten die Briten ein modernes System zur Identifizierung und Abwehr von Luftangriffen entwickelt, das auf einem von Radarbesatzungen und Luftraumbeobachtern mit Meldungen über eigene und feindliche Flugbewegungen versorgten Informations- und Befehlsnetz beruhte. Zum Schutz der zivilen Infrastruktur war 1939 das Civil Defence Camouflage Establishment gebildet worden, das Infrastruktur durch Tarnung und Ablenkung schützen sollte. Die RAF hatte eine eigenständige Ablenkungseinheit unter Colonel John Turner, die mehr als hundert Flugplatzattrappen mit Hangars und Flugzeugen vortäuschte. Es wurden dann doppelt so viele deutsche Angriffe auf die Attrappen wie auf reale Flugplätze registriert.
An der britischen Küste befanden sich zahlreiche Radarstationen (Chain Home), deren Reichweite sich bis zu den deutschen Luftwaffenstützpunkten in Frankreich erstreckte. Über dem Binnenland wurden Flugzeuge vom Beobachter-Korps optisch verfolgt und telefonisch gemeldet.
Die so gewonnenen Informationen wurden zunächst im Hauptquartier des Fighter Command der RAF, dem Bentley Priory, einem Herrschaftshaus nahe Stanmore, gesammelt und beurteilt. Die Feindbewegungen wurden auf großen Kartentischen dargestellt, und die Informationen wurden an die Operation Rooms der Sector Stations weitergeleitet. Von dort aus erfolgte die Alarmierung und Leitung der Abfangjäger.
Diese wurden dann mit Sprechfunkanweisungen an den Feind herangeführt. Die störungsanfällige Kommunikation über Kurzwelle, wurde ab September 1940 auf UKW umgestellt.
Obwohl Deutschland bei der Erforschung und Entwicklung des Radars (unter dem Namen Funkmessung) einen technologischen Vorsprung hatte, war die einsatznahe Anwendung der vorhandenen Ausrüstung von der Ortung der feindlichen Flugzeuge bis hin zur Leitung der Abfangjäger durch die Briten höchst effektiv.
Die Entzifferung des deutschen Enigma-Codes in Bletchley Park, als Unternehmen bekannt unter dem Kodenamen ULTRA, lieferte auch wichtige Informationen über die Angriffe der Deutschen.
Um dem Pilotenmangel zu begegnen, wurden Piloten aus dem Commonwealth, Frankreich, den USA, Polen und der Tschechoslowakei unter dem Befehl der Royal Air Force eingesetzt.
Während sich deutsche Jäger in freien Feindflügen auf RAF-Flugzeuge über Südengland konzentrieren wollten, wurden die britischen Piloten instruiert, alleine fliegende Jäger nicht anzugreifen, sondern nur dann, wenn sie Bomber begleiteten. Dieser Fakt war ein vermeintlicher zusätzlicher Anhaltspunkt zur viel zu frühen Einschätzung, die RAF sei erschöpft und geschlagen.

## Kräfteverhältnis zu Beginn der Luftschlacht
Bei einer als Abnutzungsschlacht geführten Auseinandersetzung kommt dem Zahlenverhältnis eine gewisse Bedeutung zu, wenn auch nicht die alleinige. Die Anzahl der für die Schlacht zur Verfügung stehenden Flugzeuge (wie in der Tabelle unten dargestellt) unterscheidet sich von den tatsächlich einsatzbereiten Maschinen um ungefähr 10 bis 25 %. Der Bestand an einsatzklar gemeldeten Maschinen variierte täglich.
Die Produktion an einsitzigen Jagdflugzeugen betrug dank Lord Beaverbrook (Minister für Flugzeugproduktion) in den Monaten Juli bis September bei der RAF durchschnittlich 440 Stück. Beaverbrook hatte die Produktion von Jagdflugzeugen auf Kosten jeder anderen Flugzeugart gesteigert und wurde von der Führung der RAF teils heftig dafür kritisiert, unter anderem weil die Herstellung von Schulflugzeugen für die Pilotenausbildung, die für die RAF von kritischer Bedeutung war, durch Beaverbrooks Maßnahmen beeinträchtigt wurde.
Bei der Luftwaffe war der monatliche Ausstoß mit näherungsweise 230 Jagdflugzeugen durchschnittlich nur halb so groß, verantwortlich dafür war Generalluftzeugmeister Ernst Udet. Während in Deutschland monatlich etwa 800 ausgebildete Piloten die Fliegerschulen verließen, kam die RAF nur auf knapp über 200.

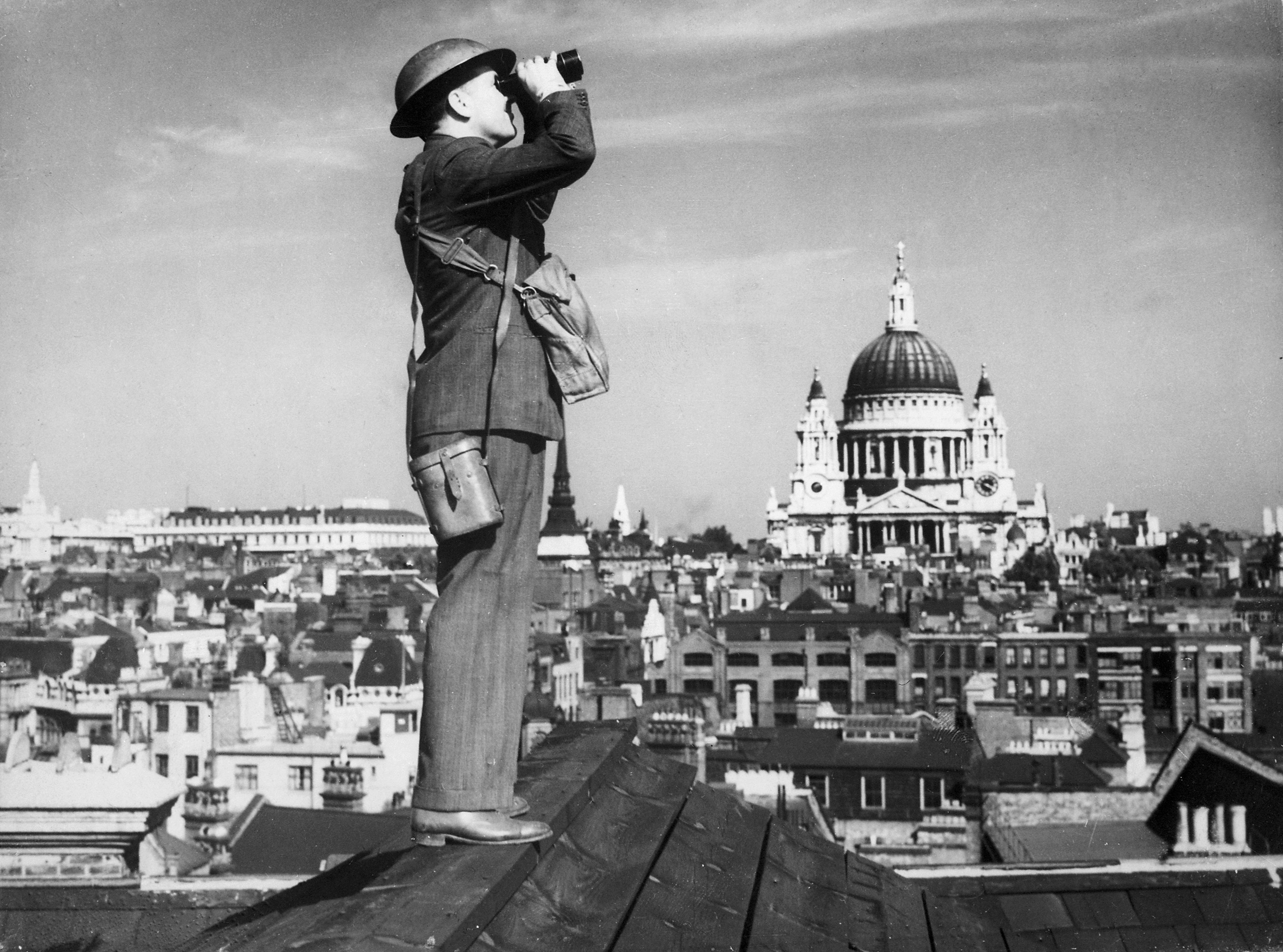
Britischer Luftraumbeobachter auf einem Hausdach in London

Die Tabelle spart die 84 Messerschmitt Bf 109 E der Luftflotte 5 (Norwegen) aus, da sie aufgrund ihrer Reichweite keine Möglichkeit hatten, die britische Küste zu erreichen.
Es stand außerdem eine beträchtliche Anzahl von Aufklärern und Verbindungsflugzeugen auf beiden Seiten zur Verfügung. Die Luftwaffe verfügte darüber hinaus über eine nennenswerte Zahl von Seenotrettungsflugzeugen, die in der Luftschlacht um England später eine wichtige Rolle spielten.
Insgesamt nannte die RAF um diese Zeit in etwa 3000 Flugzeuge ihr eigen, die Luftwaffe dagegen um 4500, auf fünf Luftflotten verteilt.
|                    | Luftwaffe: Luftflotten 2, 3 und 5 (20. Juli 1940) | Royal Air Force (Juni 1940)      |
| Bomber             | 1576, davon 316 einmotorige Ju 87                 | ca. 500                          |
| einmotorige Jäger  | 809 Bf 109 E                                      | ca. 700, davon ca. 250 Spitfires |
| zweimotorige Jäger | 300 Bf 110                                        | ca. 96 Bristol Blenheim IF       |

## Verlauf der Luftschlacht

### Kanalkampf 10. Juli bis 11. August 1940
Obwohl bereits auch bei Tage Ziele an der englischen Küste angegriffen wurden, konzentrierten sich in dieser Phase die Angriffe der Luftwaffe auf Konvois im Ärmelkanal, in der Themsemündung sowie auf Marineeinrichtungen entlang der Küste. Bei Nacht wurden Ziele im Landesinneren bombardiert. Sowohl die Luftwaffe als auch die RAF nahmen diese Gelegenheit wahr, ihre Taktik und Kampfkraft zu vergleichen.
Die Verluste bei den Alliierten waren so hoch, dass Konvois im Ärmelkanal strengstens untersagt wurden.

### Angriffe auf küstennahe Ziele: 12.–23. August 1940
Am 12. August kam es schließlich zu einem Großangriff durch die Erprobungsgruppe 210 auf vier Radarstationen bei Portland und Dover, bei dem über 200 Bomber beteiligt waren. Auch einige küstennahe Stützpunkte der britischen Abfangjäger wurden von Bombern und Jagdflugzeugen angegriffen. Die Radarstationen waren jedoch sechs Stunden nach dem Angriff wieder einsatzbereit, da nur die Stromversorgung und einige Baracken zerstört wurden, während die Türme des Radars unbeschädigt blieben. Das führte auf Seiten der Luftwaffe zu der Entscheidung, die anscheinend nur sehr schwer zu zerstörenden Radaranlagen nicht weiter zu attackieren, wodurch diese bis zum Kriegsende weitgehend ungestört in Betrieb blieben.

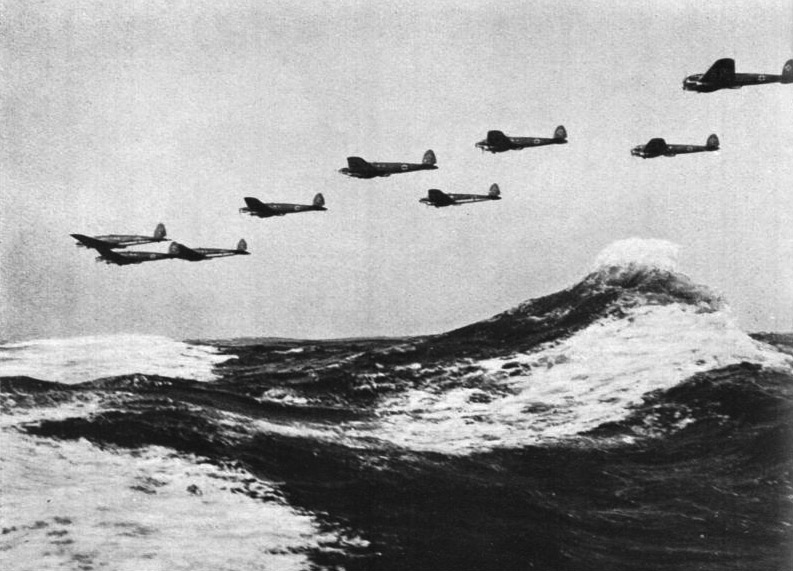
Formation He 111 über dem Ärmelkanal, 1940

Mit dem 13. August, dem „Adlertag“, begann eine Serie von Großangriffen auf die Einrichtungen der RAF, im Speziellen die Stützpunkte der 11 Fighter Group unter der Führung von Luftmarschall Keith Park. Auch küstennahe Radarstationen und Einrichtungen der Marine waren immer wieder das Ziel der Angriffe.
Am 15. August griff die Luftflotte 5 im Norden Englands an, da man vermutete, dass die Luftverteidigung auf den Süden konzentriert sei. Dies erwies sich jedoch als ein fataler Fehler, und zahlreiche Bomber wurden abgeschossen. Daher wird der Tag auf britischer Seite auch als The Greatest Day (deutsch: Der großartigste Tag) bezeichnet. Ein Grund für die hohen Verluste war auch der Mangel an Begleitjägern mit hoher Reichweite. Die zweimotorige Messerschmitt Bf 110 (Me 110) besaß zwar die entsprechende Reichweite, war jedoch den einmotorigen Jägern unterlegen und hatte selbst hohe Verluste zu verzeichnen. Die Luftflotte 5 konnte sich während der gesamten Luftschlacht nicht mehr von den hohen Verlusten erholen.
Der 18. August wird als The Hardest Day (deutsch: Der härteste Tag) bezeichnet, da beide Seiten die höchsten Verluste der gesamten Schlacht hatten. Am Vortag stellte Oberst Schmidt, der für Geheimdienstaufgaben zuständige Offizier des Luftwaffenoberkommandos, folgende Einsatzstärke der britischen Luftverteidigung fest: 430 Hurricanes, Spitfires und Defiants. Davon seien 70 % einsatzbereit, also etwa 300. Tatsächlich verteilten sich die Kräfte am 18. August wie folgt:
| Einsatzbereite Kräfte am Morgen des 18. August: | Luftwaffe Luftflotten 2, 3 u. 5   | RAF (Fighter Command)                           |
| Bomber                                          | 1134, davon 276 einmotorige Ju 87 |                                                 |
| einmotorige Jäger                               | 780 Bf 109 E                      | 826, davon 262 Spitfires                        |
| zweimotorige Jäger                              | 214 Bf 110                        | 51 Bristol Blenheim IF                          |
| Verluste bis Abend des 18. August:              |                                   |                                                 |
| Flugzeuge zerstört oder schwer beschädigt       | 100                               | 136, davon 60 am Boden zerstört oder beschädigt |
| Piloten gefallen oder in Gefangenschaft         | 62, davon 17 in Gefangenschaft    | 30 gefallen                                     |

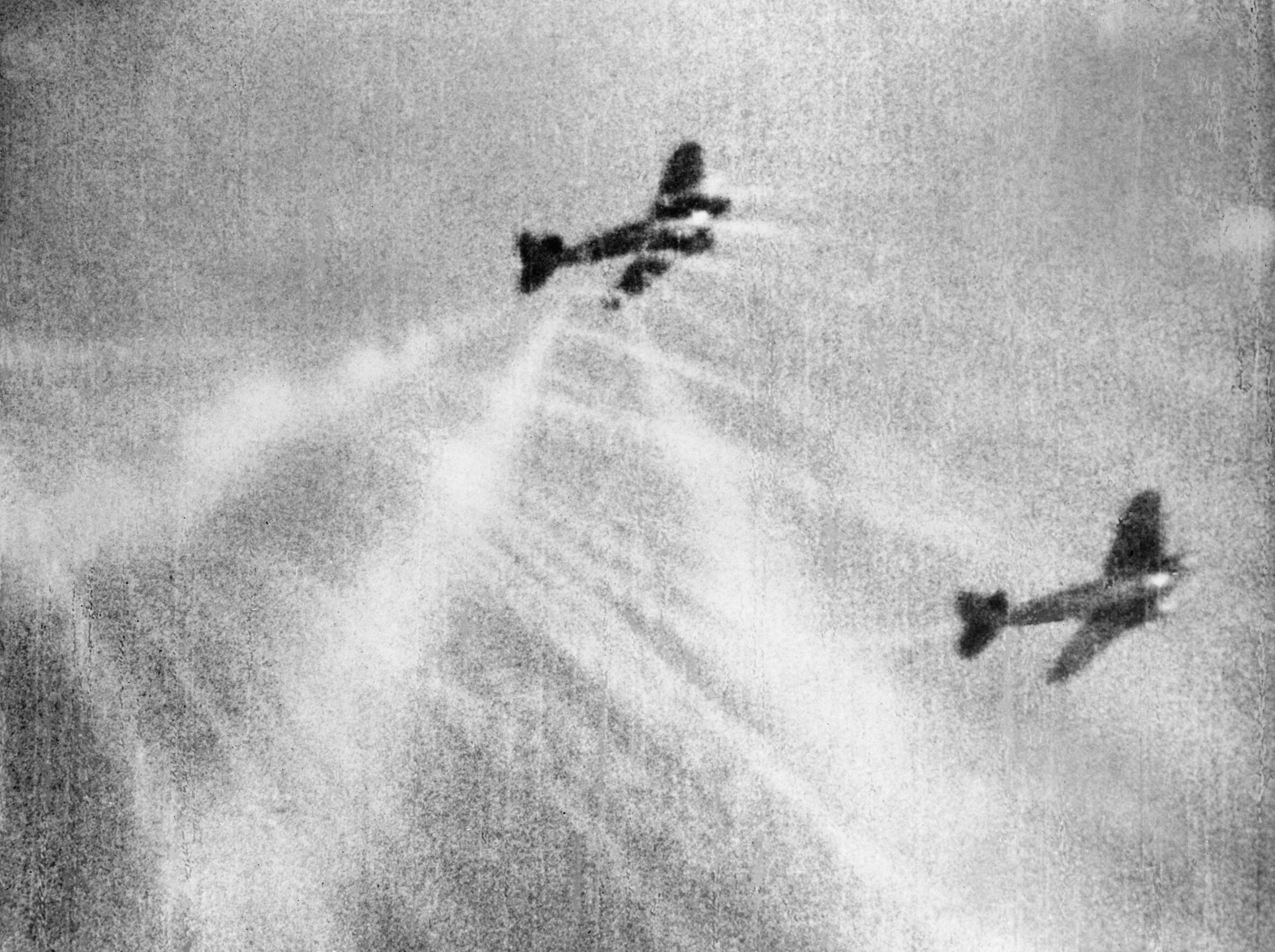
Aufnahme der Bordkamera einer Spitfire zeigt Leuchtspurmunition, die eine He 111 trifft, über England am 25. September 1940

Unter den 60 am Boden zerstörten Maschinen der RAF befanden sich Schulungs- und Verbindungsflugzeuge, Aufklärer und Seerettungsflugzeuge, aber keine einzige Hurricane oder Spitfire. Diese wurden alle rechtzeitig zum Kampf in die Luft gebracht. Die Verteilung der Verluste dieses einzigen Tages ist symptomatisch für die gesamte Schlacht: Der Schwund unter den Piloten der Luftwaffe durch Verwundung, Gefangenschaft und Tod war stets deutlich höher als bei der RAF. Die britischen Piloten kämpften in der Regel über dem Heimatland und waren so nach einer Notlandung wieder einsatzbereit, während deutsche Piloten unter ähnlichen Umständen in Gefangenschaft gingen.
Nach diesem Tag zog Göring das Sturzkampfflugzeug Ju 87 Stuka weitestgehend von der Luftschlacht ab. Dieses Flugzeug stand als Symbol für den Blitzkrieg, erwies sich jedoch in der Luftschlacht um England als zu stark gefährdet und die Verluste waren extrem hoch. Dadurch verlor die Luftwaffe aber ihr Potenzial an Präzisionsangriffen. Göring veranlasste ebenfalls, dass die Bf 110 nur dann eingesetzt werden sollte, wenn es absolut notwendig sei.
Göring stoppte auch die Angriffe auf Radarstationen, da er die Angriffe als wirkungslos ansah. Dies erwies sich als strategischer Fehler, da in der Folge die britischen Verteidiger immer wussten, wann und wo sie auf die Deutschen treffen würden, eine Erleichterung für die Struktur der britischen Luftverteidigung.

### Angriffe auf Flugplätze und Flugzeugwerke in Südengland: 24. August bis 6. September 1940
Je mehr die Ziele ins Landesinnere rückten, desto schwieriger wurde die Situation für die Angreifer. Ein großes Handicap der deutschen Messerschmitt Bf 109 war ihre für den Einsatz als Begleitschutzjäger unzureichende Eindringtiefe. Ab Erreichen der englischen Küste hatten die Piloten der Bf 109 noch einen Treibstoffvorrat für etwa 30 Minuten Kampfzeit. Mussten sie Bomber 15 Minuten (etwa 100 Kilometer) weit ins Landesinnere begleiten, blieb praktisch kein Treibstoff für einen Kampf gegen die britischen Jagdflugzeuge.

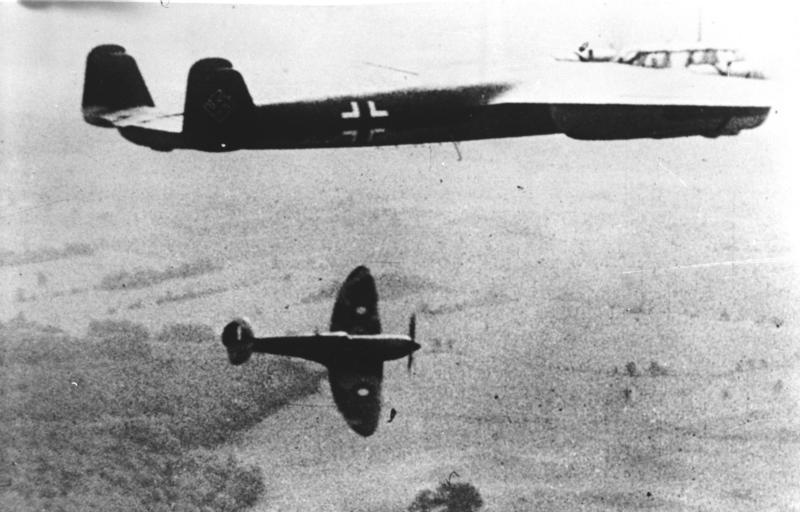
Do 17 und Spitfire im Luftkampf über England, 1940

Die eigentlich als Langstrecken-Begleitschutz vorgesehene zweimotorige Messerschmitt Bf 110 verfügte zwar über die nötige Eindringtiefe, erwies sich aber für diese Aufgabe als völlig ungeeignet und erlitt schwere Verluste. Dennoch kamen die Stützpunkte der 11 Fighter Group, zuständig für die Verteidigung Südenglands und Londons, in schwere Bedrängnis.
Die von der Luftwaffe angenommenen Verlustzahlen auf britischer Seite waren jedoch fehlerhaft und von der Propaganda verändert. Viele der als Totalverlust gezählten Flugzeuge der RAF waren tatsächlich nur beschädigt, und die wichtigen Piloten konnten, sofern sie unverletzt blieben, noch am selben Tag mit neuen Flugzeugen wieder eingesetzt werden. Die deutsche Aufklärung versagte und seitens der deutschen Führung entstand die Auffassung, dass die RAF de facto nicht mehr einsatzfähig sei. Göring ließ verlauten, dass die RAF höchstens noch über 50 Spitfires verfüge. Tatsächlich war der Bestand an täglich einsatzbereiten Jagdmaschinen zu keiner Zeit geringer als 650, Hurricanes und Spitfires zusammengenommen.

### Angriffe auf London und andere Städte: ab 7. September 1940

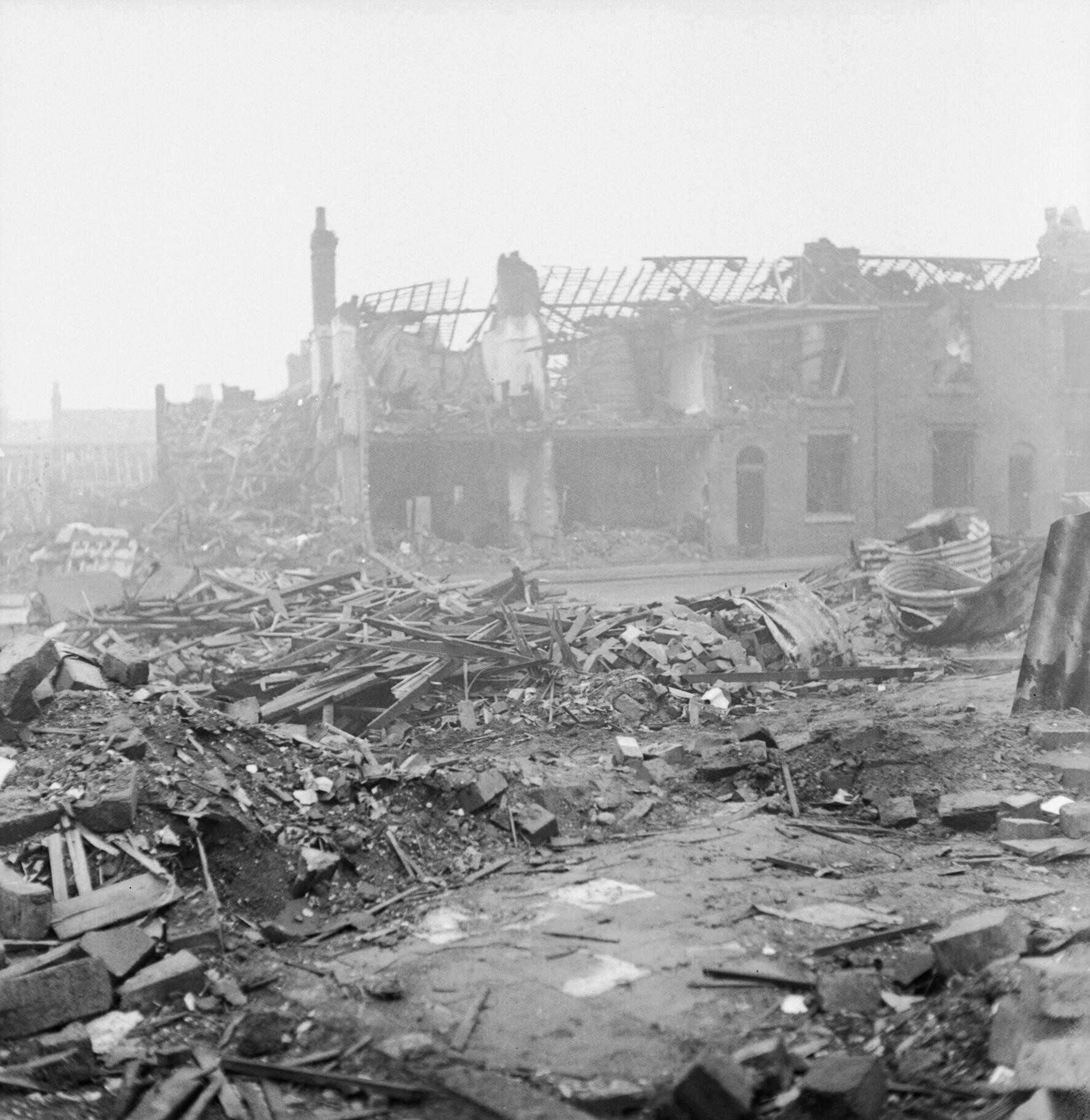
Bombenschäden in Birmingham 1940

Am 24. August fielen während eines Angriffes auf Themsehäfen östlich von London erstmals Bomben auf die Vororte der Stadt, was einen Nachtangriff der RAF am 25. August auf Berlin zur Folge hatte. Darauf befahl Hitler am 4. September, von nun an London anzugreifen. Als die Bombardierung der südenglischen Jägerstützpunkte eingestellt wurde, konnte sich die britische Luftverteidigung erholen und in der Folge ihre Wirkung gegen die unzureichend ausgerüsteten Verbände deutscher Bomber und Jagdbomber voll entfalten.
Zur Verteidigung Londons wurde außerdem nun auch die 12 Fighter Group unter Führung von Air Vice Marshal Leigh-Mallory hinzugezogen. Damit wurden erstmals zahlenmäßig starke Verbände britischer Jäger zum Einsatz gebracht. Während der Angriffe diente die Londoner U-Bahn als Luftschutzbunker.
Der Sonntag, 15. September 1940, gilt in England auch als Battle of Britain Day, an welchem eine Rekordzahl von Feindflugzeugen abgeschossen worden war und sich die Angriffsstrategie der Deutschen als Misserfolg erwiesen hatte. Zeitgenössische Quellen nannten 175 abgeschossene deutsche Flugzeuge, spätere Zahlen lagen bei fast einhundert. Am Nachmittag dieses Tages waren alle britischen Staffeln ohne am Boden verbleibende Reserven in der Luft.
Am Morgen des 17. September verschob Hitler die Operation Seelöwe auf „unbestimmte Zeit“; am 12. Oktober verlautbarte Generalfeldmarschall Wilhelm Keitel:

„Der Führer hat beschlossen, daß ab heute bis zum Frühjahr die Vorbereitungen für Seelöwe (Landung in England) lediglich zu dem Zweck fortgeführt werden sollen, um Großbritannien politisch und militärisch weiterhin unter Druck zu setzen. Sollte die Landeoperation im Frühjahr oder im Frühsommer 1941 wieder in Erwägung gezogen werden, ergehen weitere Befehle […]“

Ab dem 29. Oktober 1940 wurden die Großangriffe auf London bei Tage eingestellt. Vereinzelte Angriffe mit Bombern und Jagdbombern wurden jedoch weiterhin geflogen. Die Nachtangriffe wurden bis Mai 1941 weitergeführt.
Um auch effektive Nachtangriffe fliegen zu können, wurde das Knickebein-Funknavigationssystem entwickelt, bei dem einmal aus Norddeutschland und einmal aus Nordfrankreich Radiostrahlen gesendet wurden, die sich über dem Abwurfgebiet kreuzten. Die Briten nahmen die Geheimdienstberichte über dieses System zunächst nicht ernst. Als MI6-Agent Reginald Victor Jones die Existenz der Strahlen nachweisen konnte, wurden jedoch erfolgreiche Gegenmaßnahmen eingeleitet. Dazu wurden Störsignale und Strahlen gesendet, die das System unbrauchbar machten.

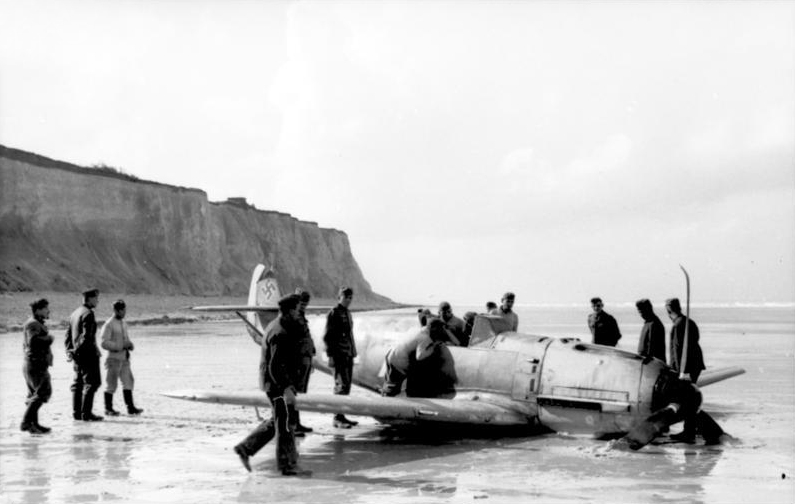
Notgelandete Bf 109 am Ärmelkanal in Frankreich, 1940

Die Angriffe auf die Stadt Coventry am 14. November 1940 und am 8. April 1941 waren die schwersten Bombenangriffe des Krieges bis dahin. Diese Angriffe prägten in der deutschen Propaganda den Begriff Coventrieren, der das Vernichten einer Stadt bedeutet, um die Moral des Feindes zu brechen. Diese Formulierung war indes eine propagandistische Übertreibung, da sich die Angriffe in erster Linie gegen militärische Produktionsstätten richteten. Die Opfer unter der Zivilbevölkerung betrugen 1236 Tote. Außerdem wurden viele tausend Wohnungen und zirka 75 % der Fabriken zerstört, was jedoch nicht zu nennenswerten Produktionsrückgängen führte. Die Flächenbombardements der Royal Air Force ab 1942, etwa gegen das Altstadtzentrum von Lübeck, galten anfangs als Rache für Coventry. Der Angriff auf London am 29. Dezember 1940 führte zu einem „zweiten Brand Londons“ und kostete viele Menschen das Leben.

## Ausländische Unterstützung

### Großbritannien
In der Royal Air Force flogen auch freiwillige Piloten fremder Nationen. Neben den freiwilligen Piloten stellten auch die Regierungen, die vor den deutschen Truppen nach Großbritannien geflohen waren, eigene Flugeinheiten auf, die unter dem Kommando der RAF an den Kämpfen teilnahmen. Besonders die tschechoslowakischen und polnischen Piloten erwiesen sich als effektiv. Die polnische Staffel war am 31. August 1940 einsatzbereit und hatte, obschon die Piloten nur einen Anteil von 5 % aller RAF-Piloten ausmachten, etwa 12 % der Abschüsse zu verzeichnen. An der Luftschlacht um England nahmen von den insgesamt 2927 Piloten zahlreiche Piloten anderer Nationen teil, nach einigen Angaben etwa ein Fünftel, darunter 147 polnische, 101 neuseeländische, 94 kanadische und 87 tschechoslowakische Piloten.

### Deutsches Reich
Die deutsche Luftwaffe wurde gegen Ende der Luftschlacht von einem italienischen Geschwader, dem Corpo Aereo Italiano unter dem Kommando von Rino Corso Fougier, unterstützt. Angeblich einer Bitte Benito Mussolinis folgend, wurden 80 Fiat BR.20 Bomber, unterstützt durch eine unbestimmte Zahl von Fiat G.50 und Fiat CR.42 Jagdflugzeugen, in Belgien stationiert.
Bei geringem eigenen Erfolg wurden dem Verband am 11. November durch Hurricanes der RAF schwere Verluste zugefügt.

## Ergebnis

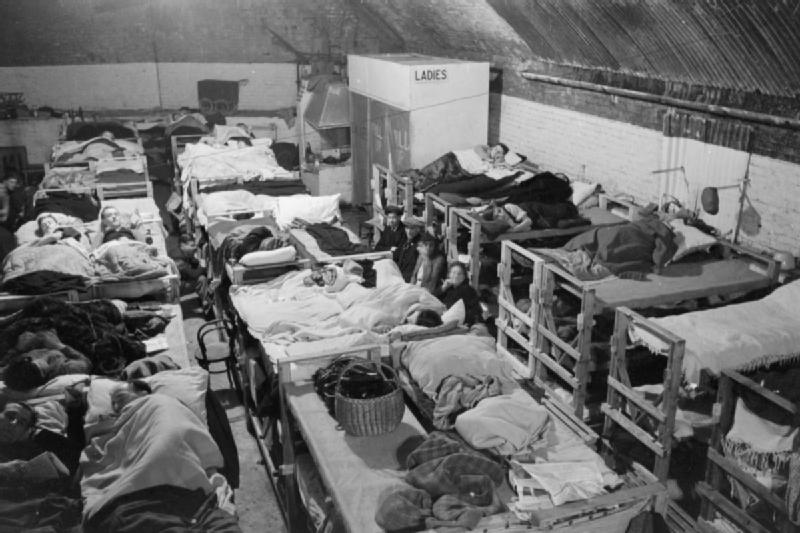
Luftschutzbunker, London 1940

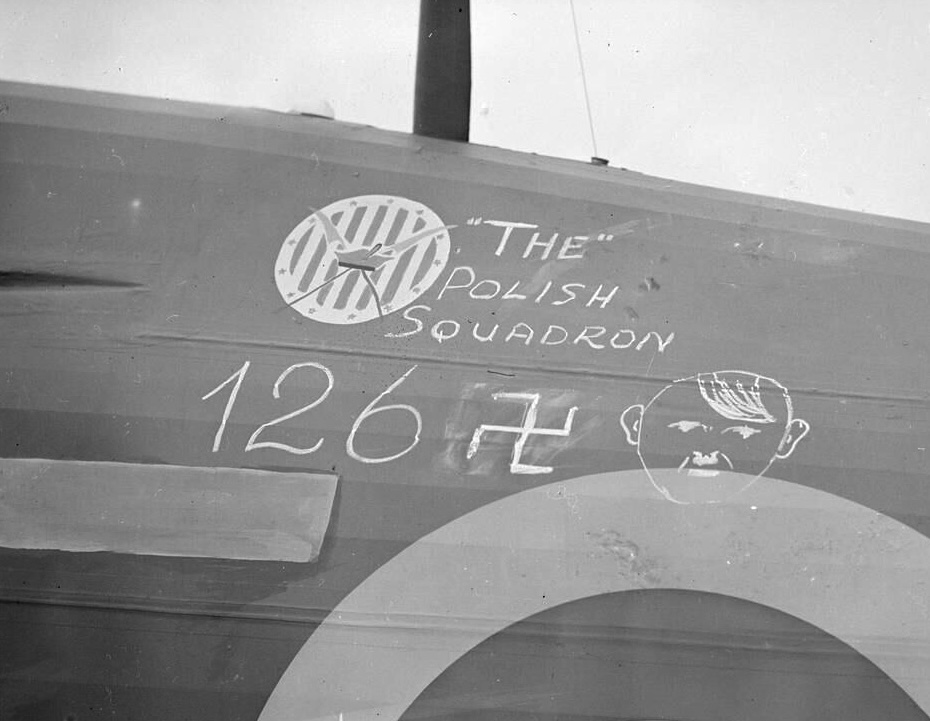
Die 303. polnische Staffel der RAF beansprucht 126 „Hitler-Abschüsse“ für sich

Opfer unter der englischen Zivilbevölkerung bis April 1941: 27.450 Tote, 32.138 Verletzte.
Verluste der RAF zwischen 1. Juli und 31. Oktober 1940: 544 Piloten (nur Fighter Command) gefallen, 1693 Flugzeuge (Fighter, Bomber, Coastal Command) im Kampf zerstört.
Verluste der deutschen Luftwaffe im Luftkrieg gegen Großbritannien 1. Juli und 31. Oktober 1940: 2000 Luftwaffenangehörige gefallen, 2600 Luftwaffenangehörige vermisst oder in Gefangenschaft, 1791 Flugzeuge im Kampf zerstört, davon durch Feindeinwirkung 1386.
Die Luftschlacht um England führte zu einer deutlichen Niederlage der deutschen Luftwaffe. Die Ursachen lagen unter anderem in verfehlten deutschen Vorstellungen über die Möglichkeiten eines strategischen Luftkrieges, schlechter Einsatztaktik des deutschen Oberkommandos, Fehlen strategischer Bomber und Langstreckenbegleitjäger, mangelhafter Geheimdienstarbeit sowie im leistungsfähigen, radargestützten britischen Jägerleitsystem.
Außerdem erlitt die deutsche Luftwaffe in der als Abnutzungskrieg geführten Luftschlacht größere Verluste, während die Briten ihre Verluste durch eine gesteigerte Produktion von Jagdflugzeugen, eine beschleunigte Pilotenausbildung und das Anwerben von Piloten aus fremden Nationen wettmachen konnten.
Winston Churchill bemerkte über die Bedeutung der Schlacht: „Nie zuvor in der Geschichte des kriegerischen Konflikts verdankten so viele so wenigen so viel“. Damit war der legendäre Ausdruck The Few (Deutsch: die Wenigen) als Synonym für die Piloten der Royal Air Force geprägt. Er spielte damit auch auf die zu Beginn der Operation wahrgenommene Unterlegenheit in Hinsicht auf die Anzahl der einsatzbereiten Kampfflugzeuge an.
In rückblickendem Befund – aber noch vor Ausgang des Krieges – konnte die deutsche Niederlage gegen England als Vorwegnahme der Gesamtniederlage gedeutet werden. Sie möchte, so Heinrich Mann, wie die Marne-Schlacht von 1914 einzuordnen sein:
„Die Battle of Britain hat den Krieg gegen Deutschland entschieden. Aber erstens, wer sieht das zur gleichen Stunde. Am 9. September 1914 oder mehrere Tage später, da in Deutschland von einer Schlacht an der Marne nichts bekanntgemacht wurde, habe ich wohl erraten, nicht nachgeprüft, daß virtuell das Ende ausgehandelt sei. Nur daß ich dieser Grundtatsache zeitweilig beinahe vergaß in den folgenden Jahren der langwierig hingeschleppten Schlächtereien.“
Die britische Öffentlichkeit hatte über den Zeitraum von Herbst 1940 bis Frühjahr 1941 keine klare Wahrnehmung über das Ende der Schlacht und über ihren eigenen Sieg. Die Bedrohung aus der Luft war aufrechterhalten durch die Nachtangriffe, und die Bedrohung durch deutsche U-Boote, die verstärkt gegen Versorgungskonvois vorgingen, war alarmierend. Erst nach Ende des Zweiten Weltkrieges wurde der Sieg in der (Luft)Schlacht um England bei einer großen Zeremonie in London gefeiert. Im Herbst 1940 kam es als Folge der Big-Wing-Kontroverse zur Ablösung Dowdings durch Charles Portal. Auch Keith Park wurde durch Trafford Leigh-Mallory abgelöst, der dann während der Invasion 1944 die gesamten alliierten Luftstreitkräfte leiten sollte.
Hitler versuchte noch im Oktober 1940, mit Franco (Spanien) und Pétain (Vichy-Frankreich) neue Verbündete im Kampf gegen Großbritannien zu gewinnen, scheiterte aber auch in diesem Ansinnen. Sogar mit der Sowjetunion wurden Verhandlungen über eine Anti-England-Koalition begonnen, die aber ebenfalls scheiterten.
Die deutschen Jägerpiloten wurden in der Folge von ihrem Oberkommandeur Hermann Göring der Feigheit bezichtigt. Göring erneuerte diesen Vorwurf im weiteren Verlauf des Krieges verschiedene Male, um Niederlagen der Luftwaffe zu erklären und von seinem eigenen Versagen als Befehlshaber abzulenken.

## Propaganda
Die britische Zensur der privaten Post hatte im Juni 1940 zu der Erkenntnis geführt, dass unter der britischen Bevölkerung der Krieg nicht sehr „populär“ sei. Sozial benachteiligte Gesellschaftsschichten hielten den Krieg für eine Unterstützung der Interessen der Privilegierten. Die plötzliche Erkenntnis jedoch, dass Großbritannien nach dem faktischen Ausscheiden Frankreichs aus dem Konflikt „alleine gegen Hitler“ kämpfte, sowie die energischen Reden Churchills vor dem britischen Unterhaus („Ich habe nichts anzubieten außer Blut, Mühsal, Tränen und Schweiß“) führten zu einem Umschwung der Stimmung.
Als deutsche Bombenangriffe massive Opfer in der Zivilbevölkerung forderten, erübrigte sich in Großbritannien jede Propaganda zur Erzeugung eines Feindbildes. Nun war Durchhalten gefragt, weswegen britische Abschusszahlen deutscher Flugzeuge bewusst überhöht angegeben wurden, und zwar bis zu einem Vierfachen der tatsächlichen deutschen Verluste. Filmmaterial wurde ganz im Gegensatz zu Deutschland nicht in großem Maßstab verbreitet. Plakate warnten vor gefährlicher Geschwätzigkeit und ermutigten zur Mitwirkung an Kriegsaktivitäten.
Zum Schutz gegen die verheerenden nächtlichen Bombenangriffe wurde die baldige Einsatzreife von Geheimwaffen verkündet. Damit waren Luftminenfelder, mit Präzisionsradar ausgerüstete Nachtjäger und zielsuchende Boden-Luft-Raketen gemeint. Keines dieser Projekte erreichte während des Krieges Einsatzreife.
Auf deutscher Seite konzentrierte man sich darauf, die Bevölkerung weiter auf die Person Adolf Hitlers einzuschwören. Die schnellen militärischen Erfolge im Westen, in Bild und Ton verbreitet durch „Die Deutsche Wochenschau“, dienten dazu hervorragend. Die regelmäßige und spektakuläre Darbietung von Filmmaterial von der Front zeigte Wirkung bei allen Altersgruppen. Der deutschen Bevölkerung war das Kriegsgeschehen am Ärmelkanal jedoch zu weit entfernt, um dafür eine besondere Leidenschaft zu entwickeln. Die zunehmenden Nachtangriffe durch britische Bomber wurden allerdings verwertet, um die Briten und vor allem Winston Churchill als Feindbild aufzubauen. Englands Propaganda gab die deutschen Verluste doppelt so hoch an wie sie tatsächlich waren; die NS-Propaganda etwa halb so hoch wie tatsächlich. Bis zum Angriff auf die Sowjetunion 1941 wurde die Invasionsdrohung gegenüber Großbritannien aufrechterhalten, um von den Vorbereitungen für das Unternehmen Barbarossa abzulenken.
Ab dem Frühjahr 1941 fehlte der Luftwaffe – infolge der Verlegung zahlreicher Verbände in den Mittelmeerraum (siehe Afrikafeldzug), auf den Balkan (Balkanfeldzug (1941)) und in die östlichen Grenzgebiete – die Stärke zu einer solchen Invasion.
Auch über 70 Jahre nach dem Geschehen wirkt die Kriegspropaganda nach. Ein durch Kriegspropaganda geprägtes Thema sind dabei die Verluste an Piloten und Flugzeugen. Der Mythos des Sieges der Wenigen (The Few) über die Vielen wird von britischer Seite hoch gehalten. Die Kräfteverhältnisse waren aber keineswegs einseitig zu Ungunsten der britischen Seite, genauso wenig waren die deutschen Verluste – zumindest an Jagdflugzeugen – größer als die britischen. Churchill viel zitierte Aussage: „Never was so much owed by so many to so few“ ist propagandistisch zugespitzt. Sie blendet aus, dass die Kriegsanstrengung nicht allein vom Fighter Command getragen wurde, sondern auch von den anderen Fliegerkräften, der Kriegswirtschaft, Aufklärung und bodengestützten Abwehrkräften etc. Die Anzahl deutscher Jagdfliegerpiloten lag über die Gesamtdauer des Konfliktes deutlich unter der der britischen, die zudem stark durch polnische, südafrikanische und weitere nicht-britische Piloten verstärkt wurde.
So überstieg schon Mitte August 1940 – dem offiziellen Beginn der Schlacht aus deutscher Sicht – die Zahl einsatzfähiger britischer Jagdflieger und Jagdfliegerreserven die der deutschen Seite. Sie entwickelte sich bis Ende Oktober immer mehr zu deren Nachteil.
Ebenso wurden die Verlustzahlen der britischen Seite im Zeitverlauf nach oben, die der deutschen Seite tendenziell nach unten korrigiert. Von Churchill selbst wurden aus propagandistischen Gründen nur die britischen Verluste an wichtigen einmotorigen Jägern (Spitfire, Hurricane) den Gesamtfliegerverlusten der Luftwaffe (Jäger, Bomber, Schlachtflugzeuge) gegenübergestellt. Diese Relation betrug seinen Angaben zufolge rund 900 (britische) vs. ca. 2500 (deutsche) Flugzeugverluste von Juli bis Ende Oktober 1940. Inzwischen hat sich die Darstellung durchgesetzt, wonach auch die Verluste des britischen Bomber- und Küstenkommandos und die Verluste anderer Jägertypen zum vollständigen Bild gehören. Unter Berücksichtigung dieser ergibt sich im Querschnitt aktueller Publikationen eine Relation von ca. 1500–1600 britischen vs. 1700–1900 deutschen Gesamtflugzeugverlusten. Stellt man in Rechnung, dass ca. 290 abgeschossene britische Jagdflugzeuge im Nachhinein repariert wurden und in der britischen Verluststatistik nicht auftauchen, ergibt sich eine Parität der Abschusszahlen. Deutsche Abschüsse über britischem Gebiet waren hingegen unwiederbringlich verloren.
Angesichts der Tatsache, dass ca. 300 deutsche Flugzeuge durch Flugzeugabwehrkanonen (Flak) abgeschossen wurden, gab es keinen einseitigen britischen Sieg, wenn man ausschließlich den Luftkampf betrachtet. Im Gegenteil lagen sogar die britischen Verlustzahlen an Jagdflugzeugen deutlich über denen der deutschen Seite – 1026 (bzw. 1320 inkl. der nachträglich reparierten Abschüsse) vs. 600 bei einmotorigen Jägern.
Das Bild der Schäden ist differenziert zu beurteilen, wenn die Schadensermittlung genau untersucht wird. Hans Ring legt dar, dass die britischen Verluste der Category B („repairable by depot or contractor“) nach deutschen Standard einem Bruch von mind. 60 Prozent gleichkamen und als Totalverlust zu werten wären. Entsprechend dieser Argumentation wären die britischen Flugzeugverluste ungleich höher anzusetzen, um sie mit deutschen Angaben vergleichbar zu machen. Allein für das Fighter Command werden neben den Totalverlusten (Category C) zwischen Juli und Oktober 861 Verluste nach Category B erfasst. Nach deutscher Schadensermittlung wären somit 2000 (1026(einm.) + 113(zweim.) + 861(Category B)) britische Jagdflieger aller Typen und 835 deutschen Jagdflieger (600(einm.) + 235(zweim.)) in Operationen verloren gegangen. Die britischen Verlustzahlen im Bereich Battle Casualties enthielten keine Aufstellung der am Boden zerstörten Flugzeuge. 
Das Nichtausweisen britischer nicht-operativer Verluste muss als Resultat propagandistischer Überlegungen gewertet werden. Es ist nicht vorstellbar, dass entsprechende Zahlen nicht ermittelt wurden, da sonst eine militärische Beschaffungsplanung und Bestandsübersicht schlicht unmöglich gewesen wäre.

## Flugzeugtypen
Die wichtigsten eingesetzten Flugzeugtypen werden im Folgenden aufgelistet.

### Luftwaffe
- Bomber: Junkers Ju 87, Dornier Do 17, Heinkel He 111, Junkers Ju 88
- Jäger: Messerschmitt Bf 109 E, Messerschmitt Bf 110

### Royal Air Force
- Bomber: Bristol Blenheim, Bristol Beaufighter
- Jäger: Hawker Hurricane, Supermarine Spitfire, Boulton-Paul Defiant

## Filme
- Churchill’s Island, kanadischer Dokumentarfilm 1941 (ausgezeichnet mit dem Oscar für die beste Kurzfilmdoku)
- Luftschlacht um England, Großbritannien 1969
- Dark Blue World, Film von Jan Sverak, Tschechien 2001
- Hurricane – Die Luftschlacht um England, David Blair, Polen 2018